# Сомовский (Волгоградская область)
Сомовский — упразднённый хутор в Урюпинском районе Волгоградской области России. Входил в состав Салтынского сельского поселения. Упразднён в 2006 году.

## География
Хутор находился в степной местности, на севере Урюпинского района, близ границы с Воронежской областью, на берегу расположенного в пойме Хопра озера Сомовское, в пределах Хопёрско-Бузулукской равнины, являющейся южным окончанием Окско-Донской низменности, на расстоянии примерно 1,5 километра (по прямой) к западу от хутора Салтынский.

## История
Хутор Самовский входил в юрт станицы Михайловской Хопёрского округа Земли Войска Донского (с 1870 — Область Войска Донского). Согласно Списку населённых мест Земли Войска Донского по сведениям 1859 года на хуторе проживало 160 мужчин и 140 женщин.
Согласно алфавитному списку населённых мест Области Войска Донского 1915 года на хуторе имелось хуторское правление, земельный надел хутора составлял 752 десятины, проживали 103 мужчины и 105 женщин.
С 1928 года в составе Бугровского сельсовета Новониколаевского района Хопёрского округа (упразднён в 1930 году) Нижне-Волжского края (с 1934 года — Сталинградского края) С 1935 года — в составе Хопёрского района Сталинградского края (с 1936 года Сталинградской области, с 1954 по 1957 год район входил в состав Балашовской области).
По данным на 1936 год хутор Самовский, входил в состав Бугровского сельсовет Хопёрского района, состоял из 28 хозяйств, в которых проживало 109 человек.
По решению Сталинградского облисполкома от 20 марта 1959 года № 6/139 Бугровский сельсовет был упразднён с передачей его территории в состав Салтынского сельсовета. В том же году в связи с упразднением Хопёрского района хутор Сомовский передан в состав Урюпинского района.
Постановлением Волгоградской областной думы от 27 апреля 2006 года № 9/175 хутор Сомовский исключён из учётных данных.

## Население
Согласно результатам переписи 2002 года на хуторе отсутствовало постоянное население.